# Haruki Fukushima
Haruki Fukushima (født 8. april 1993) er en japansk fodboldspiller.
Han har spillet for flere forskellige klubber i sin karriere, herunder Urawa Reds og Gainare Tottori.